# Museum der Moderne Salzburg
Le musée d'Art moderne de Salzbourg (en allemand : Museum der Moderne Salzburg), situé à la ville de Salzbourg, en Autriche, est un musée d'art séparé en deux lieux : le siège principal qui a ouvert ses portes en 1983 dans le Rupertinum (de), un immeuble baroque faisant partie du centre historique, et le nouveau bâtiment sur la colline du Mönchsberg inauguré en 2004. Il présente une collection d'art moderne et contemporain, constituée notamment par l'œuvre graphique d'Oskar Kokoschka et des travaux photographiques.